# الثلث (سباح)

تعديل مصدري - تعديل

الثلث هي إحدى قرى عزلة سباح بمديرية سباح التابعة لمحافظة أبين، بلغ تعداد سكانها 173 نسمة حسب تعداد اليمن لعام 2004.